# Sakartvelos tasi 2025
La Sakartvelos tasi 2025 (in georgiano საქართველოს თასი, Coppa di Georgia), nota anche come Coppa David Kipiani 2025, è la 36ª edizione del torneo. La competizione è iniziata il 4 maggio 2025. La squadra vincitrice del torneo otterrà l'accesso al primo turno di qualificazione della UEFA Conference League 2026-2027.
Lo Spaeri è il detentore del titolo.

## Calendario
| Turno            | Date              | Incontri | Squadre | Entranti                                     |
| ---------------- | ----------------- | -------- | ------- | -------------------------------------------- |
| Preliminare      | 4-18 maggio 2025  | 16       | 32 → 16 | Liga 4, Regionuli Liga, Campionati regionali |
| Primo turno      | 12 giugno 2025    | 16       | 32 → 16 | Liga 3                                       |
| Secondo turno    | 20 giugno 2025    | 8        | 16 → 8  |                                              |
| Terzo turno      | 19-21 luglio 2025 | 12       | 24 → 12 | Erovnuli Liga 2, Erovnuli Liga (6)           |
| Ottavi di finale |                   | 8        | 16 → 8  | Erovnuli Liga (6)                            |
| Quarti di finale |                   | 4        | 8 → 4   |                                              |
| Semifinali       |                   | 2        | 4 → 2   |                                              |
| Finale           |                   | 1        | 2 → 1   |                                              |

## Incontri

### Turno preliminare
Le partite del turno preliminare si sono svolte tra il 4 e il 18 maggio 2025, e vi prendono parte 15 rappresentanti della Regionuli Liga, le 16 squadre della Liga 4 e la vincitrice della Lega Amatoriale 2024.
| Squadra 1           | Risultato       | Squadra 2                |
| ------------------- | --------------- | ------------------------ |
| Liakhvi Achabeti    | 0 - 0 (3-4 dtr) | Zest'aponi               |
| Ianeti Samtredia    | 7 - 2           | Chik. Sachkhere          |
| UG 35               | 3 - 1           | Spaeri-2                 |
| Shturmi-2           | 5 - 0           | Merani-2 Tbilisi         |
| Sarmtskhe           | 3 - 1           | Aragvi-2                 |
| Egrisi Senaki       | 0 - 3           | Skuri                    |
| BSU Batumi          | 0 - 4           | Samgurali-2              |
| Rustavi-2           | 1 - 1 (4-2 dtr) | Kolkheti-2               |
| Gagra-2             | 2 - 2 (6-5 dtr) | Guria Lanchkhuti         |
| Mertskhali Ozurgeti | 2 - 1           | Mach'akhela Khelvachauri |
| Zana Abasha         | 2 - 1           | Iberia 1999-2            |
| Enguri Jvari        | 1 - 3           | Torpedo-2                |
| Aragvelebi          | 2 - 0           | Merani Martvili-2        |
| Tbilisi 2025-2      | 0 - 5           | WIT Georgia-2            |
| Gardabani-2         | 1 - 4           | Algeti                   |
| Iveria Khashuri     | 3 - 5 (dts)     | Sulori Vani              |

### Primo turno
Il sorteggio per il primo turno si è tenuto il 28 maggio. Ivi vengono introdotte le squadre dalla Liga 3. Le partite si svolgeranno il 12 giugno.
| Squadra 1           | Risultato       | Squadra 2       |
| ------------------- | --------------- | --------------- |
| Samgurali-2         | 0 - 1           | Didube 2014     |
| Aragvi Dusheti      | 0 - 3           | WIT Georgia     |
| UG 35               | 6 - 1           | Merani Tbilisi  |
| Skuri               | 3 - 1           | Gardabani       |
| Zest'aponi          | 0 - 3           | Gagra-2         |
| Ianeti Samtredia    | 2 - 4 (dts)     | WIT Georgia-2   |
| Samtskhe            | 2 - 0           | Gori            |
| Borjomi             | 2 - 4           | Betlemi         |
| Mertskhali Ozurgeti | 1 - 3           | Odishi 1919     |
| Rustavi-2           | 1 - 0           | Sulori Vani     |
| Algeti              | 7 - 4           | Locomotive-2    |
| Shturmi-2           | 1 - 3 (dts)     | Orbi            |
| Aragvelebi          | 2 - 3           | Margveti 2006   |
| Zana Abasha         | 1 - 2           | Tbilisi 2025    |
| Bakhmaro            | 2 - 1           | K'olkheti Khobi |
| Torpedo-2           | 1 - 1 (5-6 dtr) | Shturmi         |

### Secondo turno
Le partite del secondo turno si sono svolte il 20 giugno.
| Squadra 1     | Risultato   | Squadra 2     |
| ------------- | ----------- | ------------- |
| Gagra-2       | 2 - 0       | WIT Georgia-2 |
| Bakhmaro      | 0 - 4       | Shturmi       |
| Margveti 2006 | 0 - 3       | Tbilisi 2025  |
| Rustavi-2     | 0 - 1       | Odishi 1919   |
| UG 35         | 3 - 1       | Skuri         |
| Didube 2014   | 2 - 3 (dts) | WIT Georgia   |
| Algeti        | 3 - 0       | Orbi          |
| Samtskhe      | 2 - 1       | Betlemi       |

### Terzo turno
Le partite del terzo turno si svolgeranno tra il 19 e il 21 luglio, e il sorteggio è avvenuto il 24 giugno.
| Squadra 1            | Risultato       | Squadra 2              |
| -------------------- | --------------- | ---------------------- |
| 19 luglio 2025       |                 |                        |
| Samt'redia           | 1 - 0           | Dinamo Tbilisi         |
| UG 35                | 2 - 8           | Merani Mart'vili       |
| Samtskhe             | 0 - 1           | Odishi Zugdidi         |
| Algeti               | 0 - 8           | Shturmi                |
| 20 luglio 2025       |                 |                        |
| Meshakht'e T'q'ibuli | 2 - 1 (dts)     | Gagra                  |
| Lokomotiv Tbilisi    | 3 - 0           | Dinamo Tbilisi 2       |
| Gagra-2              | 0 - 5           | Dinamo Batumi          |
| Gareji Sagarejo      | 1 - 1 (2-4 dtr) | K'olkheti-1913 Poti    |
| Gonio                | 0 - 1           | Samgurali Ts'q'alt'ubo |
| Rustavi              | 1 - 0           | Telavi                 |
| 21 luglio 2025       |                 |                        |
| WIT Georgia          | 1 - 2           | Iberia 1999-2          |
| 22 luglio 2025       |                 |                        |
| Tbilisi 2025         | 2 - 3 (dts)     | Sioni Bolnisi          |

### Ottavi di finale
Le partite degli ottavi di finale si svolgeranno il 26 e il 27 luglio, e il sorteggio è avvenuto il 24 giugno.
| Squadra 1              | Risultato | Squadra 2           |
| ---------------------- | --------- | ------------------- |
| 26 luglio 2025         |           |                     |
| Meshakht'e T'q'ibuli   | -         | Merani Mart'vili    |
| Odishi Zugdidi         | -         | Samt'redia          |
| Shturmi                | -         | Lokomotiv Tbilisi   |
| Iberia 1999            | -         | T'orp'edo Kutaisi   |
| Sconosciuta            | -         | Sconosciuta         |
| 27 luglio 2025         |           |                     |
| Spaeri                 | -         | K'olkheti-1913 Poti |
| Samgurali Ts'q'alt'ubo | -         | Dila Gori           |
| Dinamo Batumi          | -         | Sconosciuta         |